# Betti Alverová
Betti Alverová (23. listopad 1906, Jõgeva – 19. červen 1989, Tartu) byla estonská básnířka. V meziválečném Estonsku byla členkou umělecké skupiny Arbujad.

## Život
Její otec byl traťmistrem. Začala sice studovat na univerzitě v Tartu, ale studia nedokončila, protože se chtěla věnovat jen literatuře.
Psala nejprve prózu, ale ve třicátých letech zvolila poezii. Velmi se sblížila se skupinou básníků, kteří společně vystoupili ve sborníku Arbujad, což v překladu značí Mágové. (Jejími členy byli Bernard Kangro, Uku Masing, Kersti Merilaas, Mart Raud, August Sang, Heiti Talvik, Paul Viiding). Její poezie tehdy kombinovala romantické prvky se sebeironií, typické bylo buřičství, které však vzápětí parodovalo samo sebe – tak se představila ve své první sbírce Tolm ja tuli (Prach a oheň) z roku 1936. Druhá sbírka nazvaná Elupuu (Strom života) však již nevyšla, ač již byla připravená k tisku.
Roku 1937 si Alverová vzala jednoho z členů Arbujadu, básníka Heitiho Talvika. Ten však byl roku 1945 zatčen sovětskou policií a jako nepřítel sovětského režimu deportován na Sibiř. Tam po dvou letech zemřel. Alverová měla od zatčení manžela zákaz publikovat. Ten byl zrušen až v polovině šedesátých let. I poté si však Alverová udržovala odstup od oficiálních uměleckých struktur a její poezie si uchovávala nádech protestu proti režimu.
Během zákazu publikování jí vyšla jedna sbírka v estonštině v zahraničí – v roce 1956 ve Stockholmu výbor Luuletused ja poeemid (Básně a poemy).
Poté, co mohla znovu publikovat doma (sbírka Tähetund (Hvězdná hodina), 1966), kritika si povšimla, že v průběhu let změnila styl, ubylo romantické stylizace a přibylo vědomí spisovatelské odpovědnosti vůči společnosti (zejm. Korralid Emajôes (Korály v řece Emajogi, 1986).
Česky vyšel výbor z její poezie pod názvem Hrom je můj bratr (v překladu Vladimíra Macury).